# Oreosaurus luctuosus
Oreosaurus luctuosus — вид ящірок родини гімнофтальмових (Gymnophthalmidae). Ендемік Венесуели.

## Поширення і екологія
Oreosaurus luctuosus мешкають в горах Прибережного хребта на території венесуельських штатів Яракуй, Карабобо і Варгас. Вони живуть у вічнозелених хмарних лісах. Зустрічаються на висоті від 1100 до 1930 м над рівнем моря.